# وشتوفرلدینگن
وشتوفرلدینگن (به آلمانی: Westoverledingen) یک شهر در آلمان است که در لر واقع شده‌است. وشتوفرلدینگن ۲۰٬۰۹۸ نفر جمعیت دارد.